# Banjing
Banjing är en köping i Kina. Den ligger i provinsen Jiangsu, i den östra delen av landet, omkring 150 kilometer öster om provinshuvudstaden Nanjing. Antalet invånare är 69 747. Befolkningen består av 37 054 kvinnor och 32 693 män. Barn under 15 år utgör 11,0 %, vuxna 15-64 år 70 %, och äldre över 65 år 18,0 %.
Runt Banjing är det tätbefolkat, med 819 invånare per kvadratkilometer. Närmaste större samhälle är Huangqiao, 18,0 km väster om Banjing. Trakten runt Banjing består till största delen av jordbruksmark.
Genomsnittlig årsnederbörd är 1 307 millimeter. Den regnigaste månaden är juli, med i genomsnitt 264 mm nederbörd, och den torraste är januari, med 34 mm nederbörd.